# Madeswara, Dod Ballapur
Madeswara là một làng thuộc tehsil Dod Ballapur, huyện Bangalore Rural, bang Karnataka, Ấn Độ.